# Liste des plus grandes éruptions volcaniques
Ceci est une liste des plus importantes éruptions volcaniques classée selon l'indice d'explosivité volcanique (VEI), le lieu, la source, la date et le nom de l'éruption ou du téphra.
| VEI | Lieu                                        | Source                                      | Date              | Date géologique (MaBP) | Nom de l'éruption ou du téphra                                                 |
| --- | ------------------------------------------- | ------------------------------------------- | ----------------- | ---------------------- | ------------------------------------------------------------------------------ |
| 6   | mont Pinatubo                               |                                             | 15 juin 1991      | 0,000023               | Éruption du Pinatubo en 1991                                                   |
| 5   | mont Saint Helens                           |                                             | 18 mai 1980       | 0,000034               | Éruption du mont Saint Helens en 1980                                          |
| 6   | Novarupta                                   |                                             | 6 juin 1912       | 0,000112               | Éruption du Novarupta en 1912                                                  |
| 6   | Santa María                                 |                                             | 24 octobre 1902   | 0,000112               | Éruption du Santa María en 1902                                                |
| 5   | mont Tarawera                               |                                             | 10 juin 1886      | 0,000128               | Éruption du mont Tarawera en 1886                                              |
| 6   | Krakatoa                                    |                                             | 26 août 1883      | 0,000131               | Éruption du Krakatoa en 1883                                                   |
| 5   | Cosigüina                                   |                                             | 20 janvier 1835   | 0,000179               |                                                                                |
| 7   | Tambora                                     |                                             | 10 avril 1815     | 0,000199               | Éruption du Tambora en 1815                                                    |
| 6?  | inconnue                                    | inconnue (en)                               | 1809              | 0,000205               | Éruption de 1808/1809 qui n'est pas documentée.                                |
| 6   | Grímsvötn                                   | Islande                                     | 1783-85           | 0,000231               | Skaftáreldar à Laki.                                                           |
| 6   | Long Island[réf. souhaitée]                 | arc volcanique des Bismarck                 | 1660              | 0,000354               |                                                                                |
| 6   | Kolumbo, Santorin                           |                                             | 27 septembre 1650 | 0,000364               |                                                                                |
| 6   | Huaynaputina                                | Ceinture volcanique andine                  | 19 février 1600   | 0,000414               |                                                                                |
| 6   | Billy Mitchell (en)                         | Bougainville & Îles Salomon                 | 1580              | 0,000434               |                                                                                |
| 6   | Bárðarbunga                                 | Islande                                     | 1477              | 0,000541               |                                                                                |
| 6   | Kuwae                                       | Vanuatu                                     | 1452-53           | 0,000562               |                                                                                |
| 6   | Quilotoa                                    | Ceinture volcanique andine                  | 1280              | 0,000734               |                                                                                |
| 7   | mont Samalas                                | Lombok                                      | 1257              | 0,000756               | Éruption du Samalas en 1257, il est peut-être la cause du petit âge glaciaire. |
| 7   | / mont Paektu                               | Balhae (frontière Chine – Corée du Nord)    | 946               | 0,001045               | Éruption du mont Paektu de 946.                                                |
| 6   | Katla                                       | Islande                                     | 934-940           | 0,000948               | Éruption d'Eldgjá.                                                             |
| 6   | Ceboruco (en)                               | cordillère néovolcanique                    | 930               | 0,001084               |                                                                                |
| 6   | Dakataua                                    | arc volcanique des Bismarck                 | 800               | 0,001214               |                                                                                |
| 6   | Pago                                        | arc volcanique des Bismarck                 | 710               | 0,001304               |                                                                                |
| 6   | mont Churchill                              | Alaska, États-Unis                          | 700               | 0,001314               |                                                                                |
| 6   | Rabaul                                      | arc volcanique des Bismarck                 | 540               | 0,001464               |                                                                                |
| 6   | Lac Ilopango                                | arc volcanique d'Amérique centrale          | 431               | 0,001974               |                                                                                |
| 6   | Ksoudatch                                   | Kamtchatka                                  | 240               | 0,001754               |                                                                                |
| 7   | Taupo                                       | zone volcanique de Taupo                    | 230               | 0,001794               | Éruption d'Hatepe                                                              |
| 5   | Vésuve                                      | arc volcanique campanien                    | 79                | 0,001923               | Éruption du Vésuve en 79                                                       |
| 6   | mont Churchill                              | Est de Alaska, États-Unis                   | 60                | 0,001954               |                                                                                |
| 6   | Ambrym                                      | Vanuatu                                     | 50                | 0,001964               |                                                                                |
| 7   | mont Okmok                                  | îles Aléoutiennes                           | 43 av. J.-C.      | 0,002063               |                                                                                |
| 6   | Apoyeque                                    | arc volcanique d'Amérique centrale          | 44 av. J.-C.      | 0,002064               |                                                                                |
| 6   | Raoul                                       | Kermadec                                    | 250 av. J.-C.     | 0,002264               |                                                                                |
| 5   | mont Meager                                 | ceinture volcanique de Garibaldi            | 400 av. J.-C.     | 0,002414               | cendre volcanique de Bridge River (en)                                         |
| 5   | mont Tongariro                              | zone volcanique de Taupo                    | 550 av. J.-C.     | 0,002564               |                                                                                |
| 6   | mont Pinatubo                               | arc de Luçon                                | 1050 av. J.-C.    | 0,003064               |                                                                                |
| 5   | Avachinsky                                  | Kamtchatka                                  | 1350 av. J.-C.    | 0,003364               | Couche téphra IIAV3                                                            |
| 6   | Pago                                        | Arc volcanique des Bismarck                 | 1370 av. J.-C.    | 0,003384               |                                                                                |
| 6   | Taupo                                       | zone volcanique de Taupo                    | 1460 av. J.-C.    | 0,003474               |                                                                                |
| 5   | Avachinsky                                  | Kamtchatka                                  | 1500 av. J.-C.    | 0,003514               |                                                                                |
| 7   | Thera, Santorin                             | arc égéen                                   | 1610 av. J.-C.    | 0,003624               | Éruption minoenne.                                                             |
| 6   | mont Aniakchak                              | chaîne aléoutienne                          | 1645 av. J.-C.    | 0,003659               |                                                                                |
| 6   | mont Veniaminof                             | chaîne aléoutienne                          | 1750 av. J.-C.    | 0,003764               |                                                                                |
| 6   | mont St. Helens                             | arc volcanique des Cascades                 | 1860 av. J.-C.    | 0,003874               |                                                                                |
| 6   | mont Hudson                                 | Andes, Zona Sur (en)                        | 1890 av. J.-C.    | 0,003904               |                                                                                |
| 6   | pic Black                                   | chaîne aléoutienne                          | 1900 av. J.-C.    | 0,003914               |                                                                                |
| 6   | Long Island                                 | arc volcanique des Bismarck                 | 2040 av. J.-C.    | 0,004054               |                                                                                |
| 7   | Cerro Blanco                                | Argentine                                   | 2300 av. J.-C.    | 0,004300               | .                                                                              |
| 6   | Vésuve                                      | arc volcanique campanien                    | 2420 av. J.-C.    | 0,004434               | Éruption d'Avellino (en)                                                       |
| 5   | Avachinsky                                  | Kamtchatka                                  | 3200 av. J.-C.    | 0,005214               | Couche téphra IAv20; AV3                                                       |
| 6   | mont Pinatubo                               | arc de Luçon                                | 3550 av. J.-C.    | 0,005564               |                                                                                |
| 6   | Taal                                        | arc de Luçon                                | 3580 av. J.-C.    | 0,005594               |                                                                                |
| 5   | Haroharo                                    | zone volcanique de Taupo                    | 3580 av. J.-C.    | 0,005594               |                                                                                |
| 6   | Pago                                        | arc volcanique des Bismarck                 | 4000 av. J.-C.    | 0,00614                |                                                                                |
| 6   | Masaya                                      | arc volcanique d'Amérique centrale          | 4050 av. J.-C.    | 0,006064               |                                                                                |
| 5   | Avachinsky                                  | Kamtchatka                                  | 4340 av. J.-C.    | 0,006354               | Couche de téphras IAv12; AV4                                                   |
| 7   | Kikai                                       | Ryukyu                                      | 4350 av. J.-C.    | 0,006364               | Éruption d'Akahoya.                                                            |
| 6   | Macauley                                    | Kermadec                                    | 4360 av. J.-C.    | 0,006374               |                                                                                |
| 6   | mont Hudson                                 | Andes, Zona Sur (en)                        | 4750 av. J.-C.    | 0,006764               |                                                                                |
| 6   | mont Aniakchak                              | chaîne aléoutienne                          | 5250 av. J.-C.    | 0,007264               |                                                                                |
| 6   | mont du Lac Mashū                           | Japon                                       | 5550 av. J.-C.    | 0,007564               |                                                                                |
| 6   | Caldeira de Tao-Rusyr                       | Îles Kouriles                               | 5550 av. J.-C.    | 0,007564               |                                                                                |
| 5   | Île Mayor /Tuhua                            | zone volcanique de Taupo                    | 5560 av. J.-C.    | 0,007574               |                                                                                |
| 7   | Crater Lake (mont Mazama)                   | arc volcanique des Cascades                 | 5677 av. J.-C.    | 0,007691               |                                                                                |
| 6   | Khangar                                     | Kamtchatka                                  | 5700 av. J.-C.    | 0,007714               |                                                                                |
| 6   | Crater Lake                                 | arc volcanique des Cascades                 | 5900 av. J.-C.    | 0,007914               |                                                                                |
| 5   | Avachinsky                                  | Kamtchatka                                  | 5980 av. J.-C.    | 0,007984               | Couche de téphras IAv1                                                         |
| 6   | Menengai                                    | Rift est-africain                           | 6050 av. J.-C.    | 0,008064               |                                                                                |
| 5   | Haroharo                                    | zone volcanique de Taupo                    | 6060 av. J.-C.    | 0,008074               |                                                                                |
| 6   | Sakurajima                                  | Japon                                       | 6200 av. J.-C.    | 0,008214               |                                                                                |
| 7   | Lac Kourile                                 | Kamtchatka                                  | 6440 av. J.-C.    | 0,008454               | Éruption d'Ilinsky.                                                            |
| 6   | Karymsky                                    | Kamtchatka                                  | 6600 av. J.-C.    | 0,008615               |                                                                                |
| 6   | Vésuve                                      | arc volcanique campanien                    | 6940 av. J.-C.    | 0,008954               | Éruption de Mercato (en).                                                      |
| 6   | mont Fisher (en)                            | îles Aléoutiennes                           | 7420 av. J.-C.    | 0,009435               |                                                                                |
| 6   | mont Pinatubo                               | arc de Luçon                                | 7460 av. J.-C.    | 0,009474               |                                                                                |
| 6   | Lvinaya Past (en)                           | Îles Kouriles                               | 7480 av. J.-C.    | 0,009480               |                                                                                |
| 5   | Rotoma                                      | zone volcanique de Taupo                    | 7560 av. J.-C.    | 0,009560               |                                                                                |
| 5   | Koolau Range                                | Chaîne sous-marine Hawaï-Empereur           | 8000 av. J.-C.    | 0,01                   |                                                                                |
| 5   | Taupo                                       | zone volcanique de Taupo                    | 8130 av. J.-C.    | 0,010130               |                                                                                |
| 6   | Grímsvötn                                   | Islande                                     | 8230 av. J.-C.    | 0,01023                |                                                                                |
| 6   | Ulleungdo                                   | Corée du Sud                                | 8750 av. J.-C.    | 0,01075                |                                                                                |
| 5   | mont Tongariro                              | zone volcanique de Taupo                    | 9450 av. J.-C.    | 0,01145                |                                                                                |
| 5   | Taupo                                       | zone volcanique de Taupo                    | 9460 av. J.-C.    | 0,01146                |                                                                                |
| 5   | mont Tongariro                              | zone volcanique de Taupo                    | 9650 av. J.-C.    | 0,011660               |                                                                                |
| 6   | Nevado de Toluca                            | cordillère néovolcanique                    |                   | 0,0105                 | Ponce Upper Toluca.                                                            |
| 6   | Laacher See                                 | Eifel volcanique                            |                   | 0,0129                 |                                                                                |
| 5   | Vésuve                                      | arc volcanique campanien                    |                   | 0,016                  | Green Pumice                                                                   |
| 6   | Emmons Lake                                 | chaîne aléoutienne                          |                   | 0,017                  |                                                                                |
| 6   | Vésuve                                      | arc volcanique campanien                    |                   | 0,0183                 | Basal Pumice                                                                   |
| ?   | Cape Riva, Santorin                         | arc égéen                                   |                   | 0,021                  |                                                                                |
| 7   | Caldeira d'Aira                             | Japon                                       |                   | 0,022                  |                                                                                |
| 8   | Taupo                                       | zone volcanique de Taupo                    |                   | 0,0245                 | Éruption Oruanui.                                                              |
| ?   | Laguna                                      | arc de Luçon                                |                   | 0,027-29               |                                                                                |
| ?   | Menengai                                    | Rift est-africain                           |                   | 0,029                  |                                                                                |
| 6   | Morne Diablotins                            | Petites Antilles island arc                 |                   | 0,030                  | Ignimbrite Grand Savanne                                                       |
| 7   | Campi Flegrei                               | arc volcanique campanien                    |                   | 0,039                  | Ignimbrite du Campanien.                                                       |
| 5   | Galeras                                     | Andes, zone nord                            |                   | 0,040                  |                                                                                |
| 7   | Lac Kourile                                 | Kamtchatka                                  |                   | 0,0415                 | Éruption Golygin.                                                              |
| 7   | Okatainaic Complex                          | zone volcanique de Taupo                    |                   | 0,050                  | Ignimbrite Rotoiti.                                                            |
| 7   | Maninjau                                    | arc volcanique de Sunda (en)                |                   | 0,052                  |                                                                                |
| ?   | Skaros, Santorin                            | arc égéen                                   |                   | 0,070                  |                                                                                |
| 8   | Lac Toba                                    | arc volcanique de Sunda (en)                |                   | 0,074                  | Youngest Toba Tuff                                                             |
| 8   | Lago de Atitlán                             | arc volcanique d'Amérique centrale          |                   | 0,075                  | Éruption de Los Chocoyos.                                                      |
| 7   | mont Aso                                    | Japon                                       |                   | 0,090                  |                                                                                |
| 6   | Sierra La Primavera                         | cordillère néovolcanique                    |                   | 0,095                  | Tala Tuff                                                                      |
| 6   | mont Aso                                    | Japon                                       |                   | 0,120                  |                                                                                |
| ?   | Yellowstone                                 | point chaud de Yellowstone                  |                   | 0,070-150              | magmatic                                                                       |
| 6   | mont Aso                                    | Japon                                       |                   | 0,140                  |                                                                                |
| 5   | Galeras                                     | Andes, zone nord                            |                   | 0,150                  |                                                                                |
| 6   | Kos-Nisyros                                 | arc égéen                                   |                   | 0,161                  | Kos Plateau Tuff                                                               |
| ?   | Southern, Santorin                          | arc égéen                                   |                   | 0,18                   |                                                                                |
| 7   | Rotorua                                     | zone volcanique de Taupo                    |                   | 0,22                   |                                                                                |
| 7   | Maroa                                       | zone volcanique de Taupo                    |                   | 0,23                   |                                                                                |
| 7   | Reporoa                                     | zone volcanique de Taupo                    |                   | 0,23                   |                                                                                |
| 6   | Emmons Lake                                 | chaîne aléoutienne                          |                   | 0,233                  |                                                                                |
| 8   | Whakamaru                                   | zone volcanique de Taupo                    |                   | 0,254                  | Ignimbrite Whakamaru.                                                          |
| 6   | mont Aso                                    | Japon                                       |                   | 0,270                  |                                                                                |
| 7   | Haroharo                                    | zone volcanique de Taupo                    |                   | 0,28                   | Ignimbrite Matahina.                                                           |
| 6   | Uzon-Geyzernayas                            | Kamtchatka                                  |                   | 0,28                   |                                                                                |
| 6   | Roccamonfina                                | Campania, Italy                             |                   | 0,385                  |                                                                                |
| 7   | Diamante                                    | Andes, Southernic Zone                      |                   | 0,45                   |                                                                                |
| ?   | Toba                                        | arc volcanique de Sunda (en)                |                   | 0,501                  | Middle Toba Tuff                                                               |
| 6   | Galeras                                     | Andes, zone nord                            |                   | 0,56                   |                                                                                |
| 8   | Yellowstone                                 | point chaud de Yellowstone                  |                   | 0,64                   | Lava Creek Tuff                                                                |
| 7   | caldeira de Long Valley                     | Est de la Californie, États-Unis            |                   | 0,76                   | Bishop Tuff                                                                    |
| ?   | Toba                                        | arc volcanique de Sunda (en)                |                   | 0,84                   | Tuf Oldest Toba.                                                               |
| 7   | Mangakino                                   | zone volcanique de Taupo                    |                   | 0,97                   | Ignimbrite Rocky Hill.                                                         |
| 7   | Mangakino                                   | zone volcanique de Taupo                    |                   | 1,01                   | Unit E                                                                         |
| 7   | Valles                                      | Nouveau-Mexique, États-Unis (Raton hotspot) |                   | 1,15                   | Éruption Upper Bandelier.                                                      |
| ?   | Toba                                        | arc volcanique de Sunda (en)                |                   | 1,2                    | Tuf Haranggoal Dacite.                                                         |
| 7   | Mangakino                                   | zone volcanique de Taupo                    |                   | 1,23                   | Ignimbrite Ongatit.                                                            |
| 7   | mont Henry's Fork (en)                      | point chaud de Yellowstone                  |                   | 1,3                    | Mesa Falls Tuff                                                                |
| ?   | Valles                                      | Nouveau-Mexique, États-Unis                 |                   | 1,47                   | Éruption Lower Bandelier.                                                      |
| ?   | inconnue                                    | Japon                                       |                   | 1,75                   | Couche de téphras Ebisutoge-Fukuda.                                            |
| 7   | Lake Atitlán                                | arc volcanique d'Amérique centrale          |                   | 1,8                    |                                                                                |
| 8   | Island Park                                 | point chaud de Yellowstone                  |                   | 2,1                    | Huckleberry Ridge Tuff (en)                                                    |
| 8   | Cerro Galán                                 | Ceinture volcanique andine                  |                   | 2,2                    | Ignimbrite Cerro Galán.                                                        |
| 7   | Pastos Grandes                              | Ceinture volcanique andine                  |                   | 2,9                    | Ignimbrite Pastos Grandes                                                      |
| 8   | Pacana                                      | Ceinture volcanique andine                  |                   | 4                      | Ignimbrite Atana.                                                              |
| 8   | champ volcanique Heise                      | point chaud de Yellowstone                  |                   | 4,45                   | Tuf Kilgore.                                                                   |
| ?   | champ volcanique Heise                      | point chaud de Yellowstone                  |                   | 5,51                   | Tuf Conant Creek.                                                              |
| 7   | Cerro Panizos                               | Ceinture volcanique andine                  |                   | 6,1                    | Ignimbrite Panizos                                                             |
| ?   | champ volcanique Heise                      | point chaud de Yellowstone                  |                   | 6,27                   | Tuf Walcott                                                                    |
| 8   | champ volcanique Heise                      | point chaud de Yellowstone                  |                   | 6,62                   | Tuf Blacktail                                                                  |
| 7   | Black Mountain                              | champ volcanique du Nevada (Sud-Ouest)      |                   | 7                      | Tuf Thirsty Canyon.                                                            |
| 7   | Pastos Grandes                              | Ceinture volcanique andine                  |                   | 8,3                    | Ignimbrite Sifon.                                                              |
| ?   | Twin Falls volcanic field                   | point chaud de Yellowstone                  |                   | 8,6 à 10               |                                                                                |
| ?   | champ volcanique de Picabo volcanic         | point chaud de Yellowstone                  |                   | 10,09 and 10,21        | Tufs d'Arbon Valley.                                                           |
| 8   | Bruneau-Jarbidge                            | point chaud de Yellowstone                  |                   | 10,0 à 12,5            | Éruption des Ashfall Fossil Beds (en).                                         |
| 7   | Timber Mountain complex                     | champ volcanique du Nevada (Sud-Ouest)      |                   | 11,45                  | Timber Mountain Tuff - Ammonia Tanks member                                    |
| 8   | Timber Mountain complex                     | champ volcanique du Nevada (Sud-Ouest)      |                   | 11,6                   | Tuf des Timber Mountain - partie de Rainer Mesa                                |
| 8   | Paintbrush                                  | champ volcanique du Nevada (Sud-Ouest)      |                   | 12,7                   | Tuf Paintbrush - partie de Topopah Spring                                      |
| 8   | Paintbrush                                  | champ volcanique du Nevada (Sud-Ouest)      |                   | 12,8                   | Tuf Paintbrush - partie de Tiva Canyon                                         |
| 7   | Silent Canyon complex                       | champ volcanique du Nevada (Sud-Ouest)      |                   | 13                     | Tuf Belted Range.                                                              |
| 7   | Crater Flat Group                           | champ volcanique du Nevada (Sud-Ouest)      |                   | 13,25                  | Tuf Crater Flat, partie de Bullfrog                                            |
| ?   | champ volcanique de Owyhee-Humboldt         | point chaud de Yellowstone                  |                   | 12,8 à 13,9            |                                                                                |
| 6   | Campi Flegrei                               | arc volcanique campanien                    |                   | 14,9                   | Tuf Neapolitan Yellow.                                                         |
| 8   | inconnue                                    | Ceinture volcanique andine                  |                   | 15                     | Ignimbrite Huaylillas.                                                         |
| 7   | champ volcanique McDermitt (partie nord)    | point chaud de Yellowstone                  |                   | 15                     | Tuf Whitehorse Creek.                                                          |
| ?   | Lake Owyhee volcanic field                  | point chaud de Yellowstone?                 |                   | 15 à 15,5              |                                                                                |
| 7   | champ volcanique McDermitt, South           | point chaud de Yellowstone                  |                   | 15,6                   | Tuf Longridge, partie 2-3.                                                     |
| 7   | champ volcanique McDermitt (partie Sud)     | point chaud de Yellowstone                  |                   | 15,6                   | Tuf Longridge Tuff, partie 5.                                                  |
| 7   | champ volcanique McDermitt (partie Sud)     | point chaud de Yellowstone                  |                   | 15,7                   | Tuf Double H.                                                                  |
| 7   | champ volcanique de McDermitt (partie Nord) | point chaud de Yellowstone                  |                   | 15,8                   | Tuf Trout Creek Mountains                                                      |
| ?   | champ volcanique McDermitt (partie Sud)     | point chaud de Yellowstone                  |                   | 16                     | Tuf Hoppin Peaks.                                                              |
| 7   | champ volcanique McDermitt (partie Sud)     | point chaud de Yellowstone                  |                   | 16,548                 | Tuf Oregon Canyon.                                                             |
| ?   | champ volcanique du Nevada (Nord-Ouest)     | point chaud de Yellowstone?                 |                   | 15,5 à 16,5            |                                                                                |
| ?   | groupe basaltique du Columbia               | point chaud de Yellowstone                  |                   | 17                     |                                                                                |
| ?   | inconnue                                    | Ceinture volcanique andine                  |                   | 19                     | Ignimbrite Oxaya.                                                              |
| 7   | mont Belknap                                | champ volcanique Marysvale (en)             |                   | 19                     | partie Joe Lott.                                                               |
| 7   | Monroe Peak                                 | champ volcanique Marysvale (en)             |                   | 23                     | Tuf Osiris.                                                                    |
| 8   | La Garita                                   | champ volcanique de San Juan                |                   | 27,8                   | Fish Canyon Tuff (en).                                                         |
| 7   |                                             | groupe Skukum (en)                          |                   | 50                     |                                                                                |

## Crédits
- (en) Cet article est partiellement ou en totalité issu de l’article de Wikipédia en anglais intitulé « List of large volcanic eruptions » (voir la liste des auteurs).